# Storkommun
Storkommun är ett begrepp som inom svensk terminologi används i lite olika sammanhang när det gäller sammanläggning av äldre kommunala enheter. 
Vid den riksomfattande kommunreformen den 1 januari 1952 reducerades det totala antalet kommuner i Sverige från 2498 till 1037. För att skilja dessa, som vanligen hade samma namn som en av de enheter som lagts samman, från den tidigare enheten, myntades begreppet "storkommun". Det ingick dock inte i den officiella benämningen och var tänkt som en särskiljande övergångsbenämning.
Det förekommer dock att begreppet något oegentligt används även om de nuvarande kommunerna eller om motsvarande kommunbildningar i andra länder än Sverige samt även i diskussioner om eventuella framtida sammanläggningar.